# Kultura
Kultura — польский ежемесячный литературно-политический журнал, издававшийся польскими эмигрантами в 1947—2000 гг.

## История
Основателем и редактором журнала был журналист Ежи Гедройц. Журнал стал центром польской политической и общественной мысли не только в эмиграции, но и в Польше, где распространялся нелегально.
На его страницах публиковались Симона Вейль, Альбер Камю, Т. С. Элиот, Чоран, Жанна Эрш и другие европейские интеллектуалы-публицисты.
В серии «Biblioteka „Kultury“» («Библиотека „Культуры“») издано более 600 книг, в том числе переводы произведений А. Д. Сахарова, А. И. Солженицына и других русских авторов.
К деятельности издательства и участию в журнале привлекались выдающиеся польские эмигрантские писатели и публицисты: Юзеф Чапский, Чеслав Милош, Витольд Гомбрович, Густав Херлинг-Грудзинский, Ежи Стемповский, Зыгмунт Хаупт, Анджей Хцюк, Юлиуш Мерошевский и другие.